# George Hillyard
George Whiteside Hillyard (6 febbraio 1864 – Pulborough, 24 marzo 1943) è stato un tennista britannico.
Ha vinto il torneo di doppio maschile outdoor alle Olimpiadi 1908 svoltesi a Londra insieme a Reginald Doherty e ha conquistato per due volte la finale del Torneo di Wimbledon nel doppio maschile (1889 e 1890).